# Reprezentacja Arabii Saudyjskiej w piłce nożnej kobiet
Reprezentacja Arabii Saudyjskiej w piłce nożnej kobiet – kobieca piłkarska reprezentacja Arabii Saudyjskiej. Drużyna powstała w 2022 roku.

## Udział w turniejach międzynarodowych

### Mistrzostwa Świata
Saudyjska drużyna nigdy nie wzięła udziału w eliminacjach MŚ.
| Rok   | Runda             | M                 | W                 | R                 | P                 | GZ                | GS                |
| ----- | ----------------- | ----------------- | ----------------- | ----------------- | ----------------- | ----------------- | ----------------- |
| 1991  | Nie uczestniczyła | Nie uczestniczyła | Nie uczestniczyła | Nie uczestniczyła | Nie uczestniczyła | Nie uczestniczyła | Nie uczestniczyła |
| 1995  | Nie uczestniczyła | Nie uczestniczyła | Nie uczestniczyła | Nie uczestniczyła | Nie uczestniczyła | Nie uczestniczyła | Nie uczestniczyła |
| 1999  | Nie uczestniczyła | Nie uczestniczyła | Nie uczestniczyła | Nie uczestniczyła | Nie uczestniczyła | Nie uczestniczyła | Nie uczestniczyła |
| 2003  | Nie uczestniczyła | Nie uczestniczyła | Nie uczestniczyła | Nie uczestniczyła | Nie uczestniczyła | Nie uczestniczyła | Nie uczestniczyła |
| 2007  | Nie uczestniczyła | Nie uczestniczyła | Nie uczestniczyła | Nie uczestniczyła | Nie uczestniczyła | Nie uczestniczyła | Nie uczestniczyła |
| 2011  | Nie uczestniczyła | Nie uczestniczyła | Nie uczestniczyła | Nie uczestniczyła | Nie uczestniczyła | Nie uczestniczyła | Nie uczestniczyła |
| 2015  | Nie uczestniczyła | Nie uczestniczyła | Nie uczestniczyła | Nie uczestniczyła | Nie uczestniczyła | Nie uczestniczyła | Nie uczestniczyła |
| 2019  | Nie uczestniczyła | Nie uczestniczyła | Nie uczestniczyła | Nie uczestniczyła | Nie uczestniczyła | Nie uczestniczyła | Nie uczestniczyła |
| 2023  | Nie uczestniczyła | Nie uczestniczyła | Nie uczestniczyła | Nie uczestniczyła | Nie uczestniczyła | Nie uczestniczyła | Nie uczestniczyła |
| Razem | Turniejów finał.  | 0                 | 0                 | 0                 | 0                 | 0                 | 0                 |

### Mistrzostwa Azji
Saudyjska drużyna nigdy nie wzięła udziału w eliminacjach MA.
| Rok   | Runda             | M                 | W                 | R                 | P                 | GZ                | GS                |
| ----- | ----------------- | ----------------- | ----------------- | ----------------- | ----------------- | ----------------- | ----------------- |
| 1975  | Nie uczestniczyła | Nie uczestniczyła | Nie uczestniczyła | Nie uczestniczyła | Nie uczestniczyła | Nie uczestniczyła | Nie uczestniczyła |
| 1977  | Nie uczestniczyła | Nie uczestniczyła | Nie uczestniczyła | Nie uczestniczyła | Nie uczestniczyła | Nie uczestniczyła | Nie uczestniczyła |
| 1979  | Nie uczestniczyła | Nie uczestniczyła | Nie uczestniczyła | Nie uczestniczyła | Nie uczestniczyła | Nie uczestniczyła | Nie uczestniczyła |
| 1981  | Nie uczestniczyła | Nie uczestniczyła | Nie uczestniczyła | Nie uczestniczyła | Nie uczestniczyła | Nie uczestniczyła | Nie uczestniczyła |
| 1983  | Nie uczestniczyła | Nie uczestniczyła | Nie uczestniczyła | Nie uczestniczyła | Nie uczestniczyła | Nie uczestniczyła | Nie uczestniczyła |
| 1986  | Nie uczestniczyła | Nie uczestniczyła | Nie uczestniczyła | Nie uczestniczyła | Nie uczestniczyła | Nie uczestniczyła | Nie uczestniczyła |
| 1989  | Nie uczestniczyła | Nie uczestniczyła | Nie uczestniczyła | Nie uczestniczyła | Nie uczestniczyła | Nie uczestniczyła | Nie uczestniczyła |
| 1991  | Nie uczestniczyła | Nie uczestniczyła | Nie uczestniczyła | Nie uczestniczyła | Nie uczestniczyła | Nie uczestniczyła | Nie uczestniczyła |
| 1993  | Nie uczestniczyła | Nie uczestniczyła | Nie uczestniczyła | Nie uczestniczyła | Nie uczestniczyła | Nie uczestniczyła | Nie uczestniczyła |
| 1995  | Nie uczestniczyła | Nie uczestniczyła | Nie uczestniczyła | Nie uczestniczyła | Nie uczestniczyła | Nie uczestniczyła | Nie uczestniczyła |
| 1997  | Nie uczestniczyła | Nie uczestniczyła | Nie uczestniczyła | Nie uczestniczyła | Nie uczestniczyła | Nie uczestniczyła | Nie uczestniczyła |
| 1999  | Nie uczestniczyła | Nie uczestniczyła | Nie uczestniczyła | Nie uczestniczyła | Nie uczestniczyła | Nie uczestniczyła | Nie uczestniczyła |
| 2001  | Nie uczestniczyła | Nie uczestniczyła | Nie uczestniczyła | Nie uczestniczyła | Nie uczestniczyła | Nie uczestniczyła | Nie uczestniczyła |
| 2003  | Nie uczestniczyła | Nie uczestniczyła | Nie uczestniczyła | Nie uczestniczyła | Nie uczestniczyła | Nie uczestniczyła | Nie uczestniczyła |
| 2006  | Nie uczestniczyła | Nie uczestniczyła | Nie uczestniczyła | Nie uczestniczyła | Nie uczestniczyła | Nie uczestniczyła | Nie uczestniczyła |
| 2008  | Nie uczestniczyła | Nie uczestniczyła | Nie uczestniczyła | Nie uczestniczyła | Nie uczestniczyła | Nie uczestniczyła | Nie uczestniczyła |
| 2010  | Nie uczestniczyła | Nie uczestniczyła | Nie uczestniczyła | Nie uczestniczyła | Nie uczestniczyła | Nie uczestniczyła | Nie uczestniczyła |
| 2014  | Nie uczestniczyła | Nie uczestniczyła | Nie uczestniczyła | Nie uczestniczyła | Nie uczestniczyła | Nie uczestniczyła | Nie uczestniczyła |
| 2018  | Nie uczestniczyła | Nie uczestniczyła | Nie uczestniczyła | Nie uczestniczyła | Nie uczestniczyła | Nie uczestniczyła | Nie uczestniczyła |
| 2022  | Nie uczestniczyła | Nie uczestniczyła | Nie uczestniczyła | Nie uczestniczyła | Nie uczestniczyła | Nie uczestniczyła | Nie uczestniczyła |
| Razem | Turniejów finał.  | 0                 | 0                 | 0                 | 0                 | 0                 | 0                 |

### Mistrzostwa WAFF
| Rok   | Runda             | M                 | W                 | R                 | P                 | GZ                | GS                |
| ----- | ----------------- | ----------------- | ----------------- | ----------------- | ----------------- | ----------------- | ----------------- |
| 2005  | Nie uczestniczyła | Nie uczestniczyła | Nie uczestniczyła | Nie uczestniczyła | Nie uczestniczyła | Nie uczestniczyła | Nie uczestniczyła |
| 2007  | Nie uczestniczyła | Nie uczestniczyła | Nie uczestniczyła | Nie uczestniczyła | Nie uczestniczyła | Nie uczestniczyła | Nie uczestniczyła |
| 2010  | Nie uczestniczyła | Nie uczestniczyła | Nie uczestniczyła | Nie uczestniczyła | Nie uczestniczyła | Nie uczestniczyła | Nie uczestniczyła |
| 2011  | Nie uczestniczyła | Nie uczestniczyła | Nie uczestniczyła | Nie uczestniczyła | Nie uczestniczyła | Nie uczestniczyła | Nie uczestniczyła |
| 2014  | Nie uczestniczyła | Nie uczestniczyła | Nie uczestniczyła | Nie uczestniczyła | Nie uczestniczyła | Nie uczestniczyła | Nie uczestniczyła |
| 2019  | Nie uczestniczyła | Nie uczestniczyła | Nie uczestniczyła | Nie uczestniczyła | Nie uczestniczyła | Nie uczestniczyła | Nie uczestniczyła |
| 2022  | Nie uczestniczyła | Nie uczestniczyła | Nie uczestniczyła | Nie uczestniczyła | Nie uczestniczyła | Nie uczestniczyła | Nie uczestniczyła |
| 2024  | Faza grupowa      | 3                 | 0                 | 0                 | 3                 | 3                 | 8                 |
| Razem | Turniejów finał.  | 3                 | 0                 | 0                 | 3                 | 3                 | 8                 |

## Skład
Aktualny skład dostępny jest na stronie internetowej soccerdonna.de.